# Il ritorno di Casanova (film 1992)
Il ritorno di Casanova (Le retour de Casanova) è un film del 1992 diretto da Édouard Niermans.
Il soggetto è tratto dall'omonimo romanzo di Arthur Schnitzler e con Alain Delon nel ruolo del protagonista: Giacomo Casanova.

## Trama
A Mantova un povero Giacomo Casanova, ormai al tramonto della sua carriera ed esiliato da Venezia, ripone le speranze in un'autobiografia nella speranza di poter guadagnare qualcosa. Nel frattempo conosce una giovane donna, Marcolina, con cui inizierà una relazione complicata...